# 크리스티안 크로그

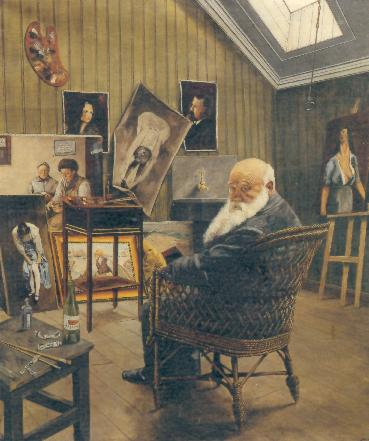
자화상, 1917년

크리스티안 크로그(노르웨이어: Christian Krohg, 1852년 8월 13일 ~ 1925년 10월 16일)는 노르웨이의 사실주의 화가이자 삽화가, 작가, 저널리스트이다. 크로그는 사실주의 예술 운동의 영향을 받아 주로 일상생활 속의 모습을 그렸다. 그는 1909년부터 1925년까지 노르웨이 국립 미술 아카데미의 감독이자 초대 교수를 역임했다.

## 생애
크리스티안 크로그는 노르웨이의 베스트레 에이커에서 5남매 중 한 명으로 태어났다. 그의 아버지 조지 앤톤 크로그(Georg Anton Krohg, 1817~1873)는 공무원, 언론인, 작가였으며 덴마크 출신인 그의 어머니 소피에 아멜리아 호스트(Sophie Amalia Holst, 1822~1861)는 그가 겨우 8살이었을 때 돌아가셨다. 일찍 돌아가신 어머니를 대신해 아버지의 여동생인 마리 크로그(Marie Krohg)가 집안일과 자녀 양육을 책임졌다. 또한 크로그는 노르웨이의 정부 장관을 지낸 크리스티안 크로그(1777~1828)의 손자이기도 했다. 1861년부터 크로그는 하트빙 닛센 학교(Hartvig Nissen School)에 다녔다.
크로그의 아버지는 그가 법률가가 되길 바랬다. 크로그는 오슬로 대학교(당시 크리스티아니아 대학교)에서 법학을 전공하였으며 그의 아버지가 세상을 떠난 1873년에 배심원이 되었다. 1869~70년에는 크리스티아니아의 Lille Grensen에 있는 Johan Fredrik Eckersberg 미술 학교에서도 공부했다. 그는 1874년에 독일 카를스루에의 바덴 미술 학교에서 노르웨이의 낭만파 화가인 한스 구데에게 미술 교육을 받았으며 1875년부터 독일의 화가인 칼 구소(Karl Gussow)에게 미술 교육을 받았다. 그는 1875년부터 1878년까지 베를린의 프로이센 과학 아카데미에서 공부했다.
크로그는 1881년부터 1882년까지 파리에서 일했다. 그는 사실주의에서 영감을 받아 주로 일상생활과 사회 속의 어두운 면모를 그림에 담았다. 대표적으로 그의 그림 《경찰 의사 대기실에 있는 알베르틴》(Albertine i politilægens venteværelse)은 매춘을 주제로 하고 있으며 1886년엔 이 그림과 관련하여 소설 《알베르틴》을 쓰기도 했다. 그러나 그의 소설은 처음 출간되자마자 사회적 물의를 빚었고, 경찰에 압수됐다.
크로그의 이런 스타일은 그를 낭만주의에서 자연주의로 이끌도록 했다.
크로그는 1886년부터 1890년까지 크리스티아니아 보헤미안 스타일의 잡지인 《인상파》(Impressionisten)를 발간하여 편집장으로 일했으며 그 후 오슬로의 지역 신문인 Verdens Gang의 기자가 되었다.
그는 1902년부터 1909년까지 파리의 아카데미 콜라로시(Académie Colarossi)에서 학생들을 가르쳤으며 1909년부터 1925년까지 노르웨이 예술 아카데미(Statens Kunstakademi)의 교수 겸 이사직을 맡았다.

## 영예 및 수상
크리스티안 크로그는 수많은 국내 및 국제 상을 받았다. 1889년에 그는 프랑스 레지옹 도뇌르 기사 작위를 받았고, 1894년에는 벨기에 레오폴드 훈장을 받았다. 그는 1894년 안트베르펜에서 열린 앙베르 국제 박람회에서 노르웨이 위원으로 재직했으며 1900년부터 Societe Nouvelle de Peintres et de Sculpteurs의 회원이 되었다. 크로그는 1900년에 성 올라프 기사단의 1급 기사가 되었고 1910년에 Command Cross를 받았다.

## 사생활
1888년 크로그는 노르웨이의 예술가 오다 크로그(Oda Krohg)와 결혼했다. 오다 크로그는 1888년에 그녀의 첫 남편인 Jørgen Engelhardt와 이혼한 상태였으며 이혼한 그 해에 크로그와 결혼했다. 1885년에는 딸 나나 크로그(Nana Krohg Schweigaard)가 태어났으며, 1889년에는 후에 벽화가로 이름을 알리는 아들 페르 크로그(Per Lasson Krohg)가 태어났다. 1914년 크리스티안 크로그(Christian Krohg)는 프로그네르 공원 근처에 집을 마련하였으며 그곳에서 1925년 73세의 나이로 사망했다. 그의 아내 오다 크로그는 1935년에 사망했으며 부부 모두 오슬로의 Vår Frelsers gravlund에 안치되었다.

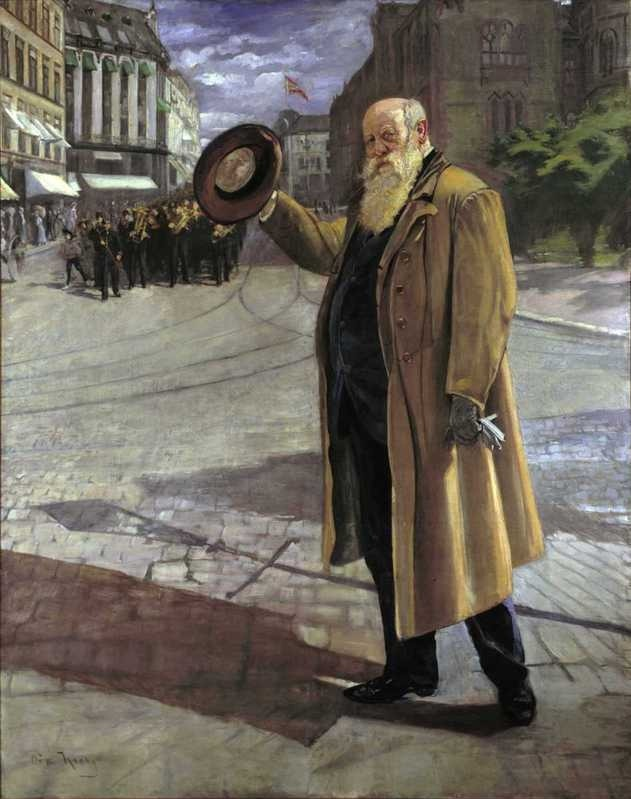
오다 크로그가 그린 크리스티안 크로그, 1903년경

## 작품

### 초상화

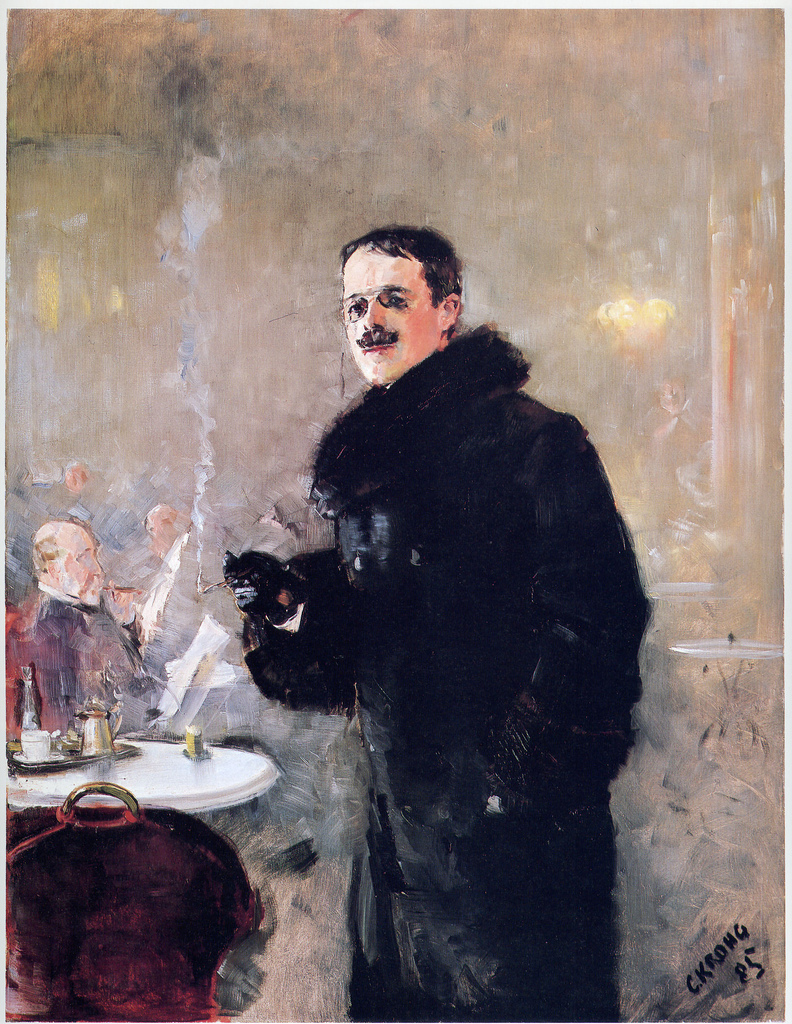
노르웨이 화가 게르하르드 뮨테의 초상화, 1849년
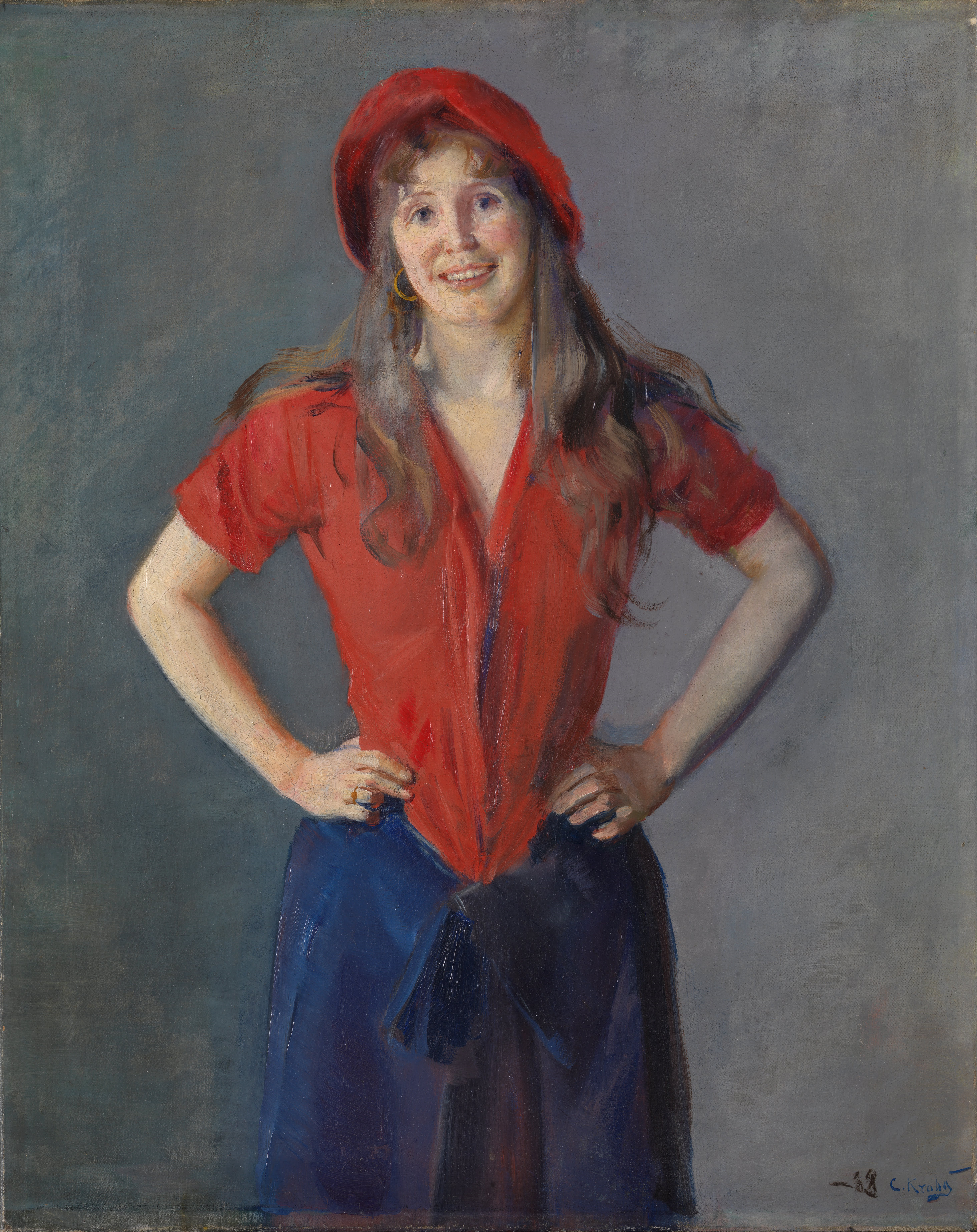
크로그의 아내 오다 크로그의 초상화, 1888년
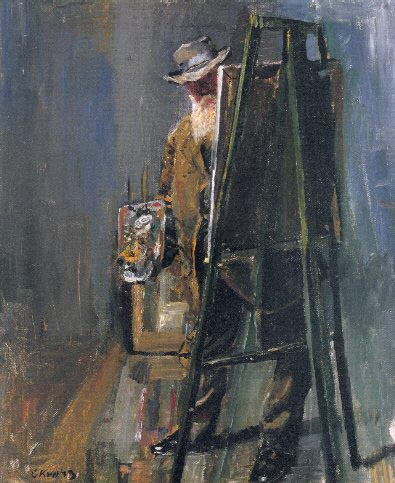
이젤과 자신을 담은 자화상, 1912년

### 사실주의 그림

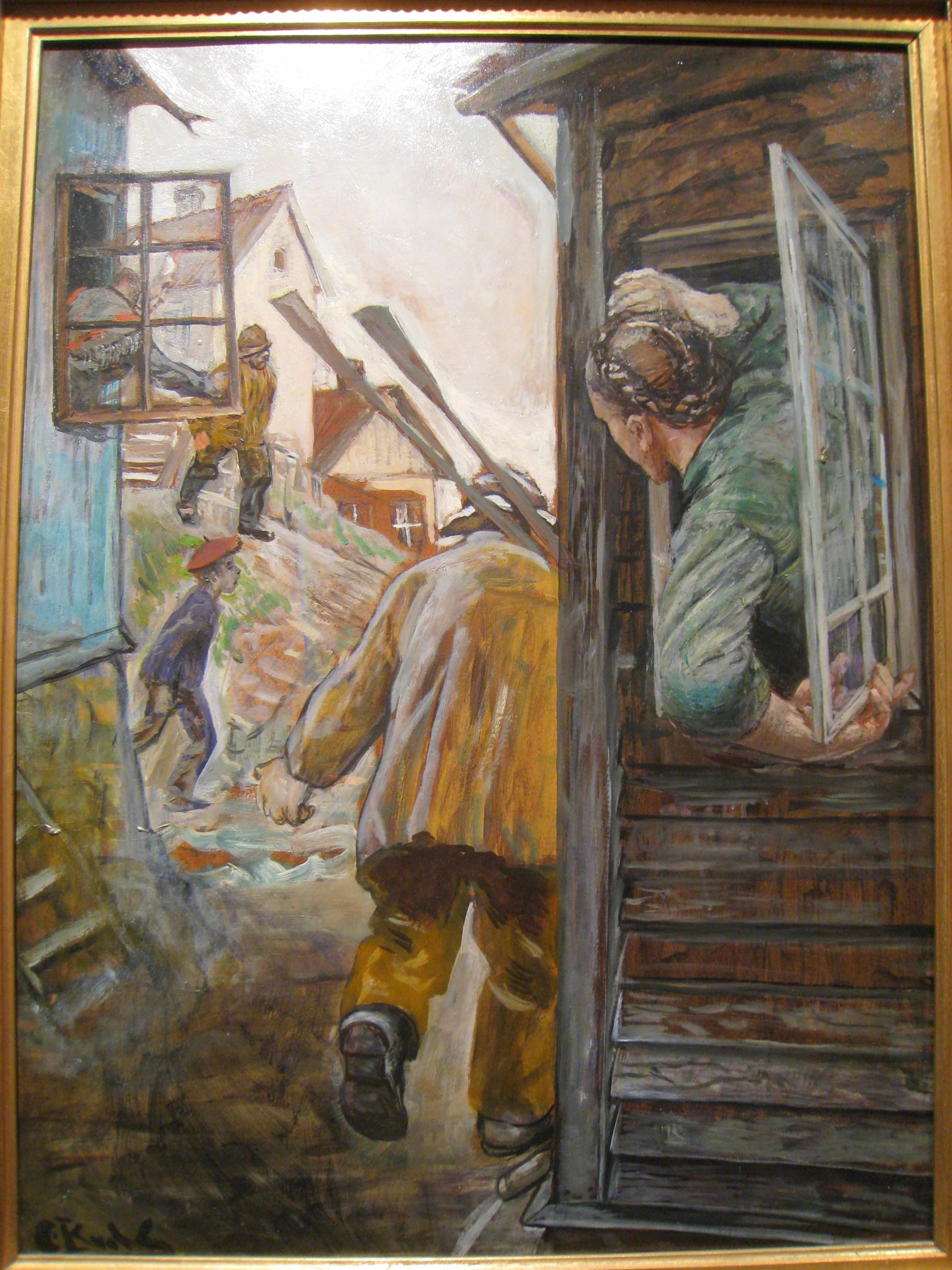
《청어가 들어왔다》(Silda Kommer)
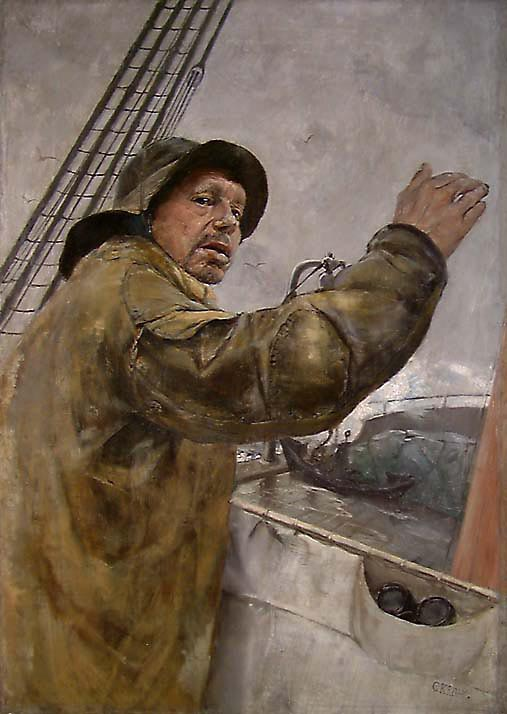
《좌현》(Babord litt), 1879년
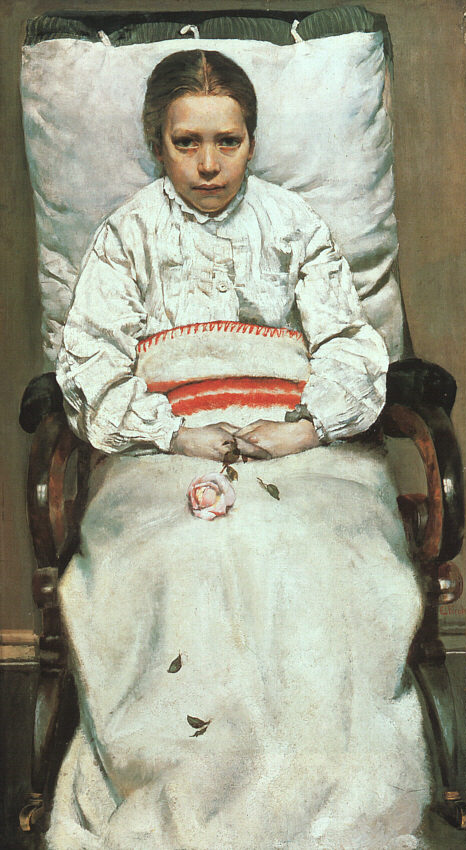
《아픈 소녀》, 1881년
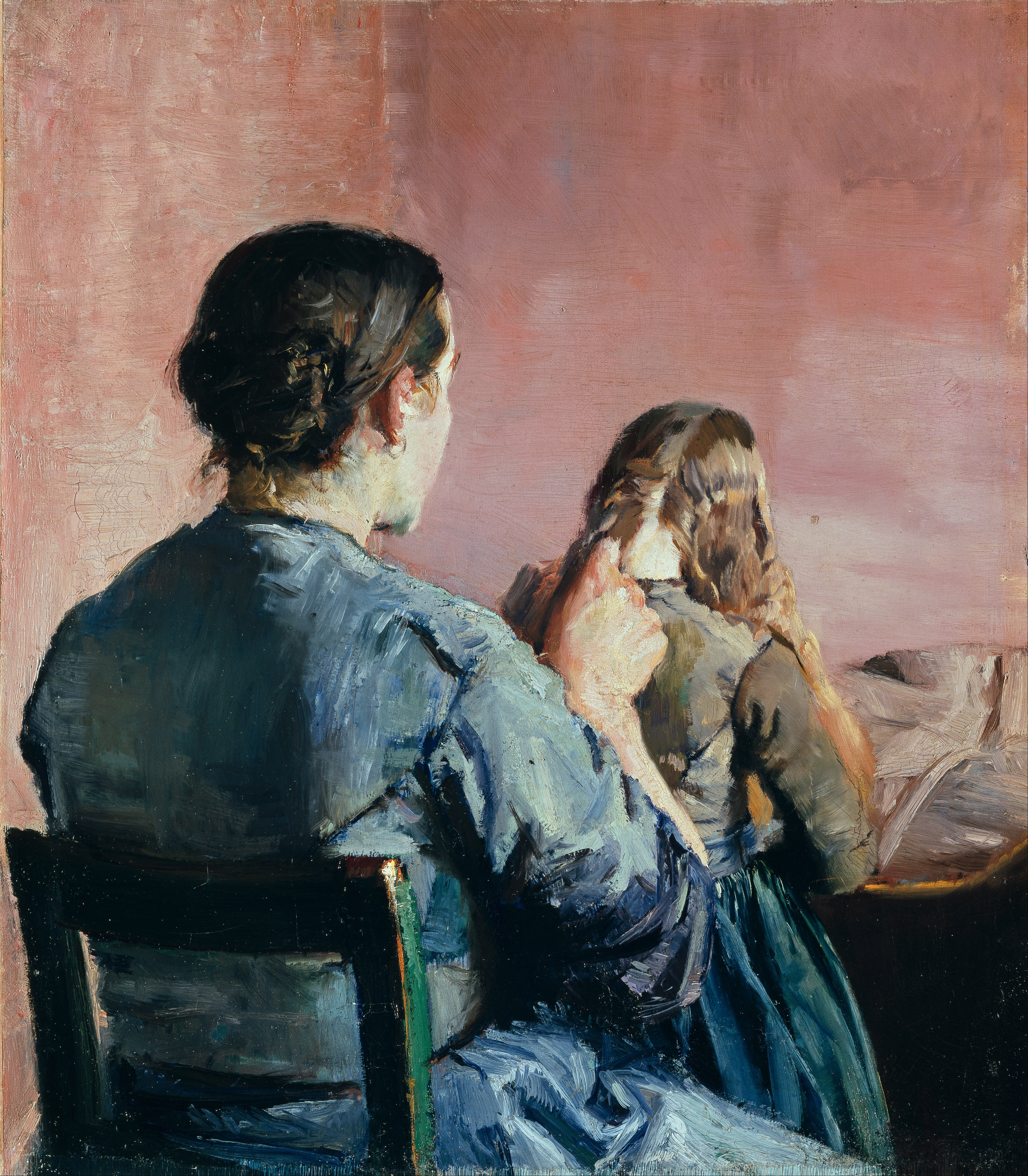
《머리 땋기》(Håret flettes), 1882년
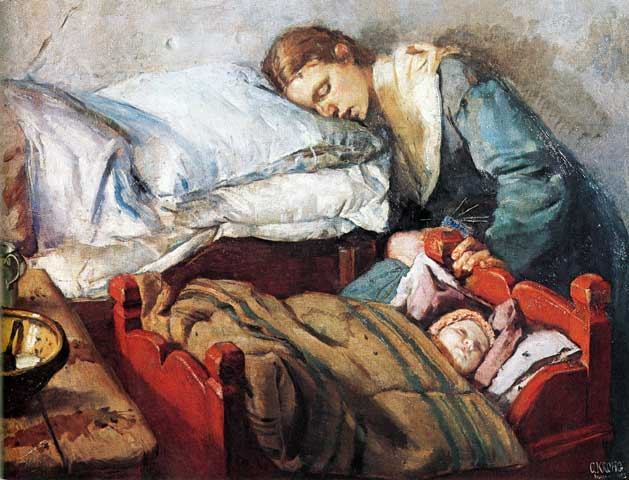
《아이와 자는 엄마》(Sovende mor med barn), 1883년
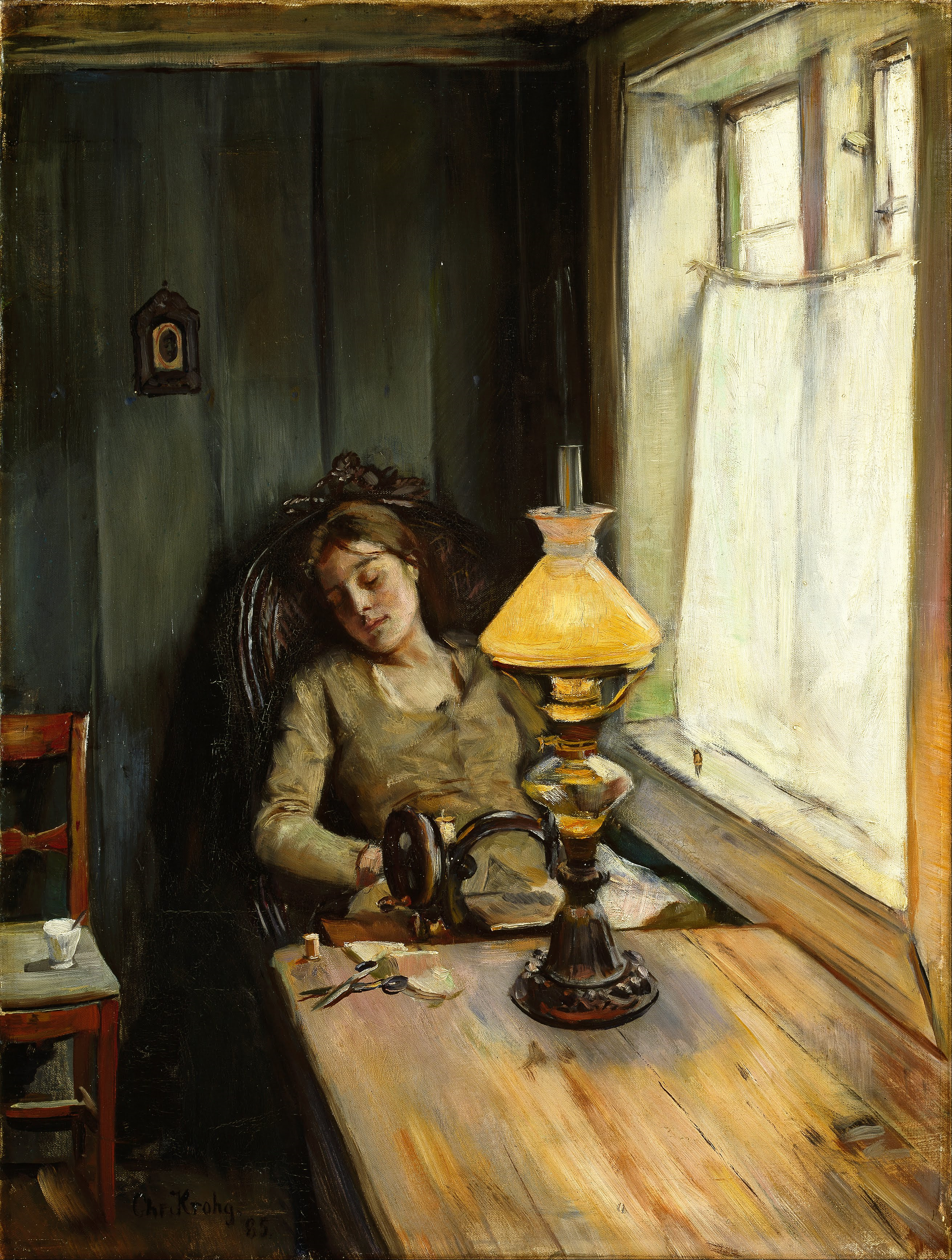
《피로》(Trett), 1885년
《경찰 의사 대기실에 있는 알베르틴》(Albertine i politilægens venteværelse), 1885-87년
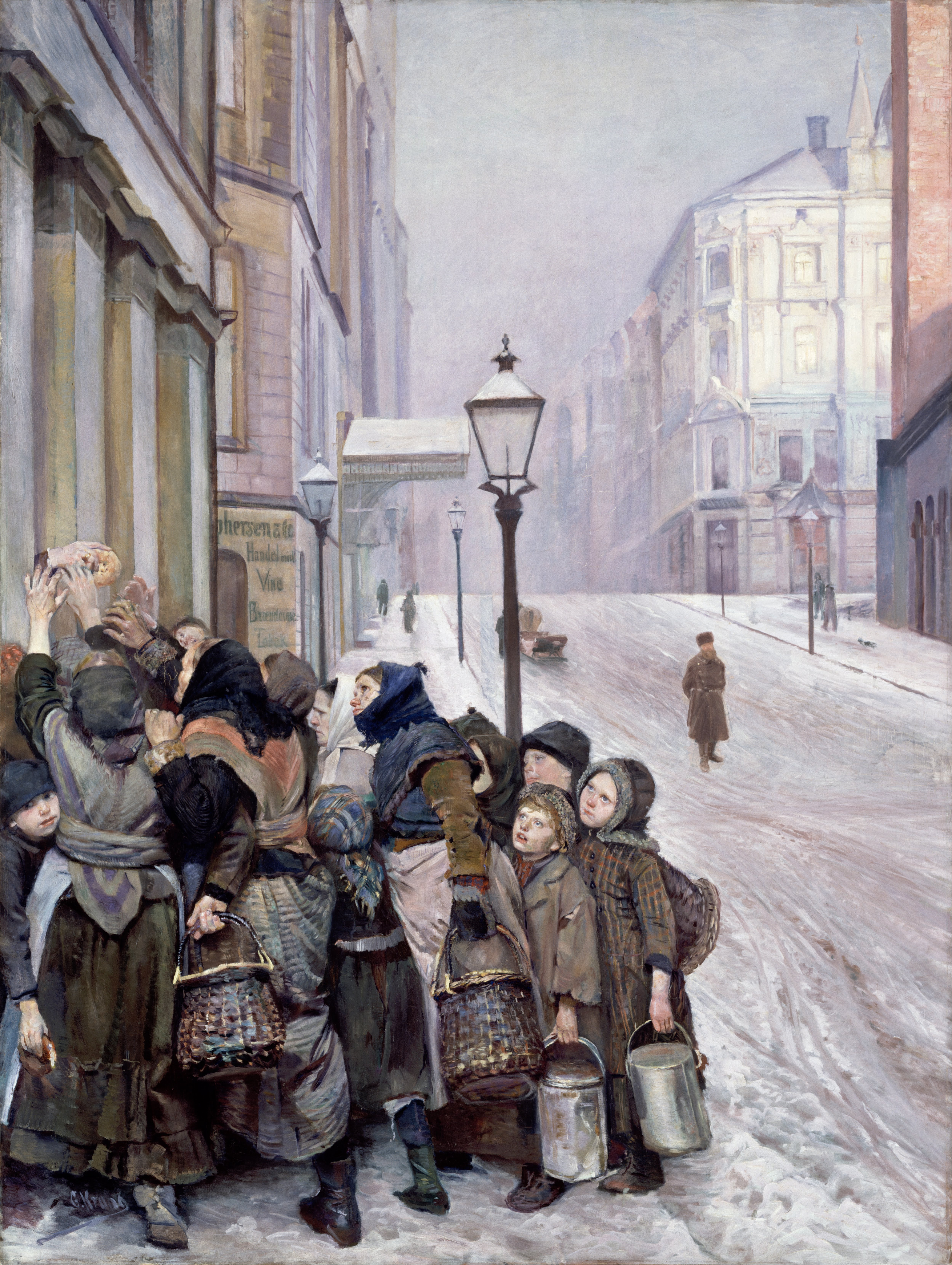
《생존을 위한 투쟁》(Kampen for tilværelsen), 1888-89년경
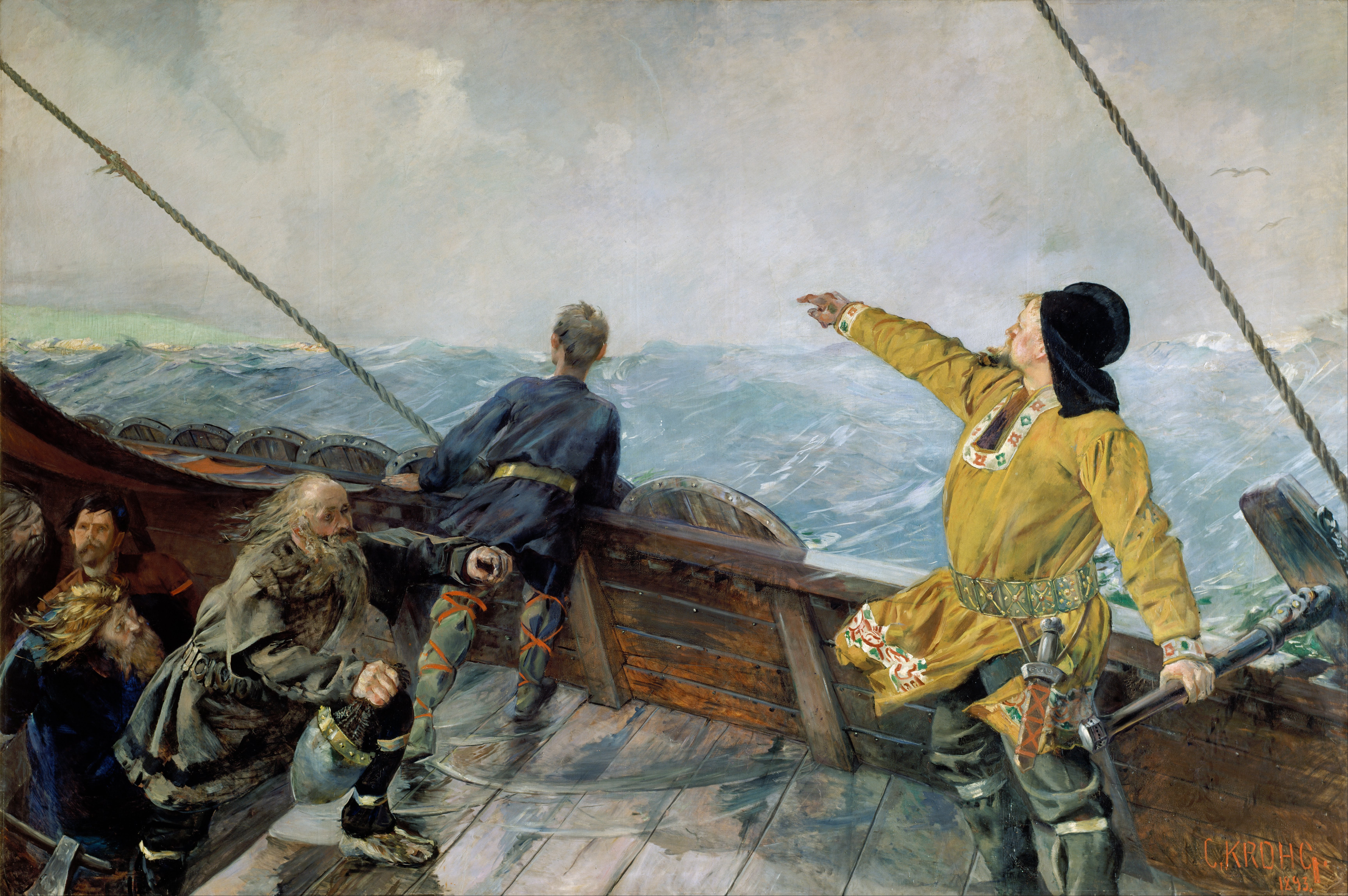
《레이브 에이릭슨》(Leiv Eriksson oppdager Amerika), 1893년
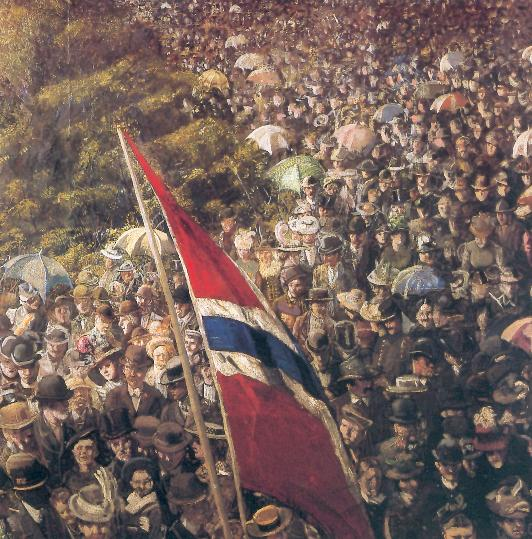
《1893년 5월 17일》(17 mai 1893), 1893년